# Vorgluten des Balkanbrandes
Vorgluten des Balkanbrandes è un cortometraggio muto del 1912 scritto e diretto da Joe May. Il nome del regista appare anche nel cast degli attori, insieme a quello di Ernst Reicher, Sabine Impekoven, Frida Richard e Ludwig Trautmann.

## Produzione
Il film - che venne girato nei Continental-Atelier di Berlino - fu prodotto dalla Continental Kunstfilm GmbH.

## Distribuzione
Il film, che uscì in sala a Berlino il 7 dicembre 1912 con il visto di censura del novembre 1912, venne vietato ai minori.